# Roseburia cecicola
Roseburia cecicola è una specie di batterio appartenente alla famiglia delle Lachnospiraceae.
È un batterio anaerobico obbligato, è stato originariamente isolato dalla mucosa dell'intestino crasso nel cecum o cieco di un esemplare della sottofamiglia dei Murinae